# Chiesa di San Gioacchino (Ceglie Messapica)
La chiesa di San Gioacchino è un edificio religioso cristiano a Ceglie Messapica.

## Storia
Costruita per rispondere alla crescita demografica della città fuori le mura, in particolare in corrispondenza del rione Muriggini. La chiesa fu costruita su terrenno di proprietà della famiglia Allegretti ceduto al capitolo cittadino per l'apposita costruzione della chiesa, all'incrocio tra via Dante (giá via delle ferriere) e via Umberto I. La sua erezione risale alla seconda metà dell'800 anche come gesto di devozione per le scampato pericolo dall'epedimenia di colera. La sua architettura è ispirata in parte al Pantheon di Roma, lo si nota dalla tozza e grande cupola. All'interno gli affreschi opera del pittore Abbruzzese di Monopoli e la volta della cupola fanno da contrasto con la calce bianca delle pareti dando al tempio un aspetto molto luminoso.

## Descrizione

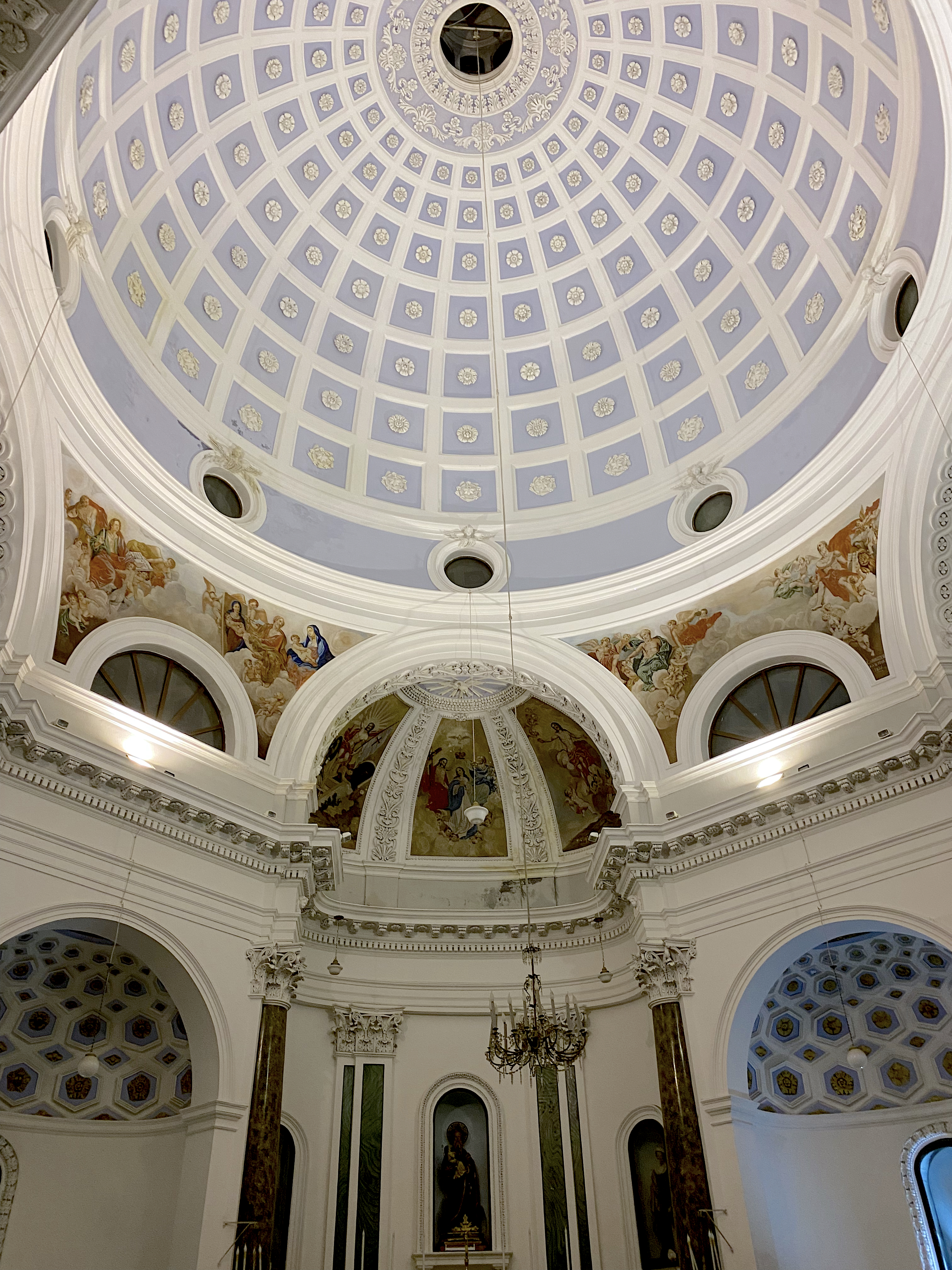
Interno della Chiesa

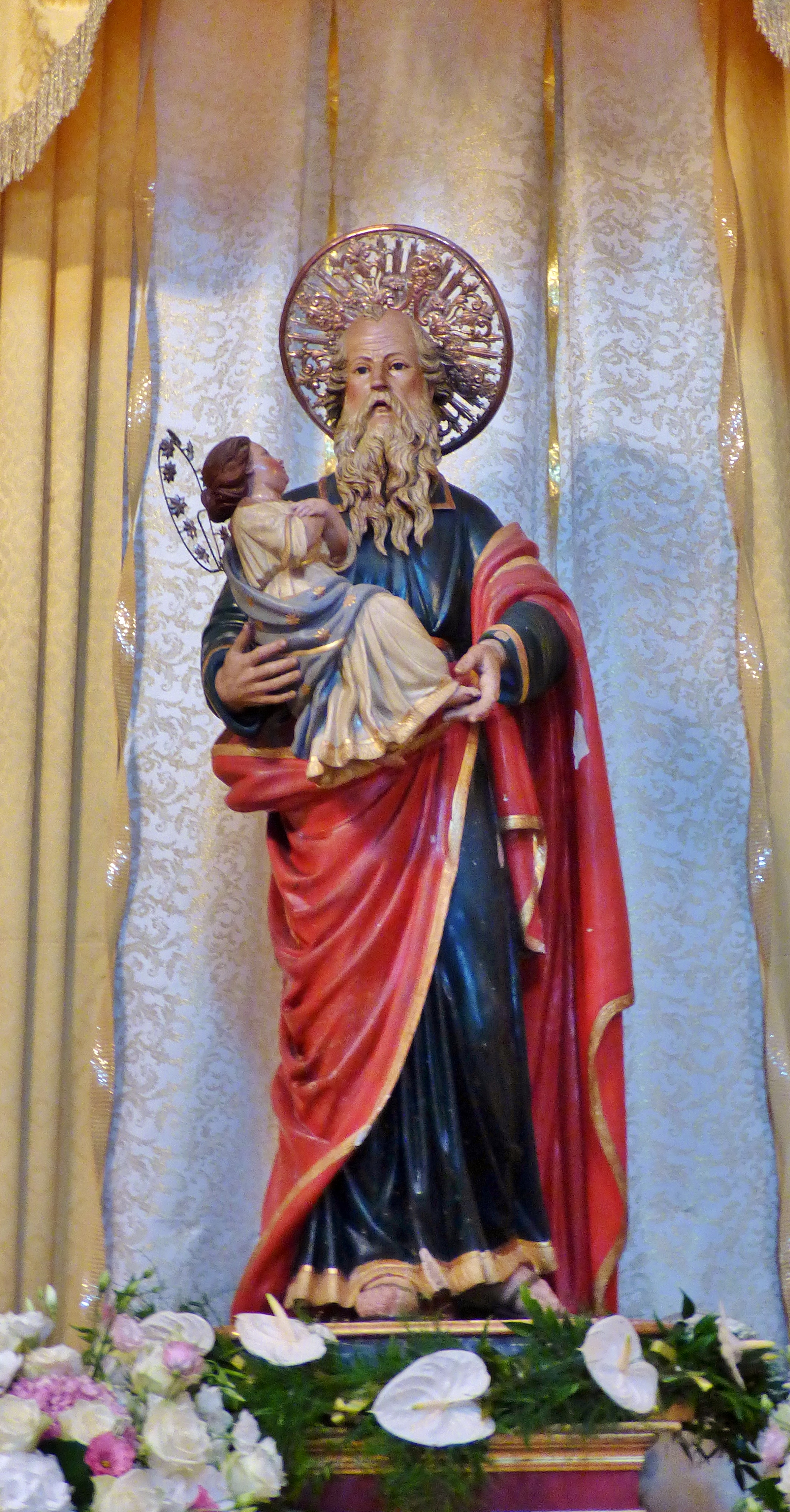
Statua di San Gioacchino venerata a Ceglie Messapica

L'interno della chiesa presenta vari affreschi con delle cappelle laterali, assieme alla cupola affrescata e decorata vanno a creare un grande contrasto con le mura della Chiesa che dipinte di calce bianca conferiscono all'edificio una grande luminosità.